# راشفورد (حوزه سرشماری)، نیویورک
راشفورد (به انگلیسی: Rushford) یک منطقهٔ مسکونی در ایالات متحده آمریکا است که در شهرستان الیگنی، نیویورک واقع شده‌است. راشفورد ۱٫۴ کیلومتر مربع مساحت و ۳۶۳ نفر جمعیت دارد و ۴۵۷٫۲۱ متر بالاتر از سطح دریا واقع شده‌است.